# Towarzystwo Misyjne św. Pawła
Towarzystwo Misyjne św. Pawła (malt. Soċjetà Missjunarja ta’ San Pawl, ang. Missionary Society of St. Paul, łac. Missionalis Societas Sancti Pauli; MSSP) – rzymskokatolickie misjonarskie zgromadzenie księży i braci, założone na Malcie w 1910 przez Mons. Josepha De Piro. Zgodnie z jego Konstytucjami „celem Towarzystwa jest ewangelizacja i umocnienie Kościoła na ziemiach misyjnych, znanych jako misja «Ad Gentes». W związku z tym jego wysiłki apostolskie w krajach, które nie są ściśle uważane za misyjne, muszą być zorientowane na promowanie i budowanie świadomości działalności misyjnej”.

## Założenie Towarzystwa

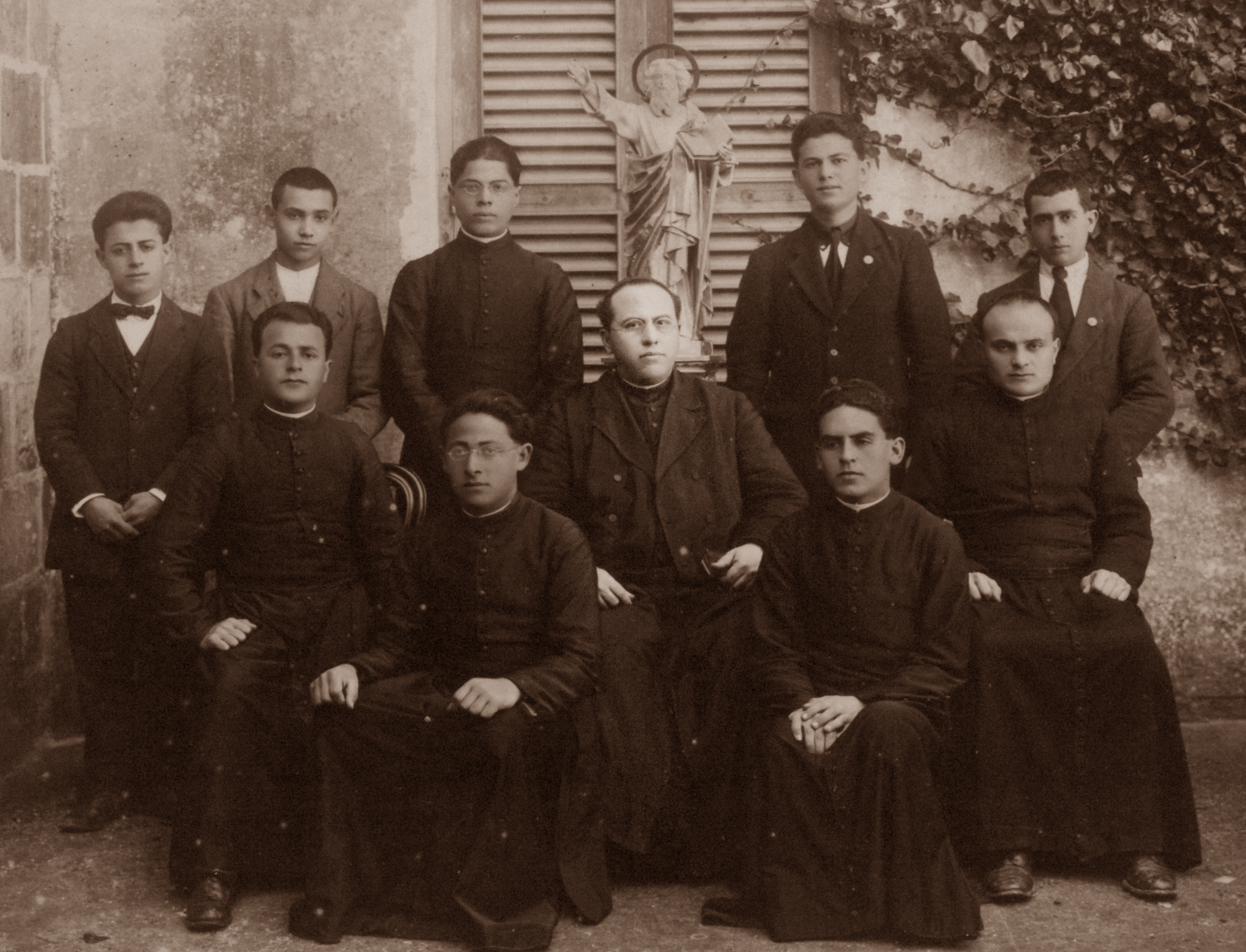
Mons. Joseph De Piro (w środku) z pierwszymi członkami. Dwaj pierwsi członkowie, br. Joseph Caruana i br. John Vella, stoją odpowiednio po jego lewej i prawej stronie. Michael Callus, który miał zostać pierwszym Przełożonym Generalnym, siedzi po lewej stronie, przed założycielem

Założenie zgromadzenia misyjnego było pragnieniem Josepha De Piro, które towarzyszyło mu od najmłodszych lat. Do jego realizacji próbował pozyskać pomoc innych, i ostatecznie osiągnął cel przy wsparciu kilku mentorów. 30 czerwca 1910 De Piro przyjął pierwszych dwóch członków, Josepha Caruanę i Johna Vellę. Ostatecznie Vella opuścił Towarzystwo po przyjęciu święceń kapłańskich. Caruana, który pozostał bratem świeckim, został w 1927 pierwszym misjonarzem służącym w Etiopii przez 48 lat, aż do swojej śmierci.

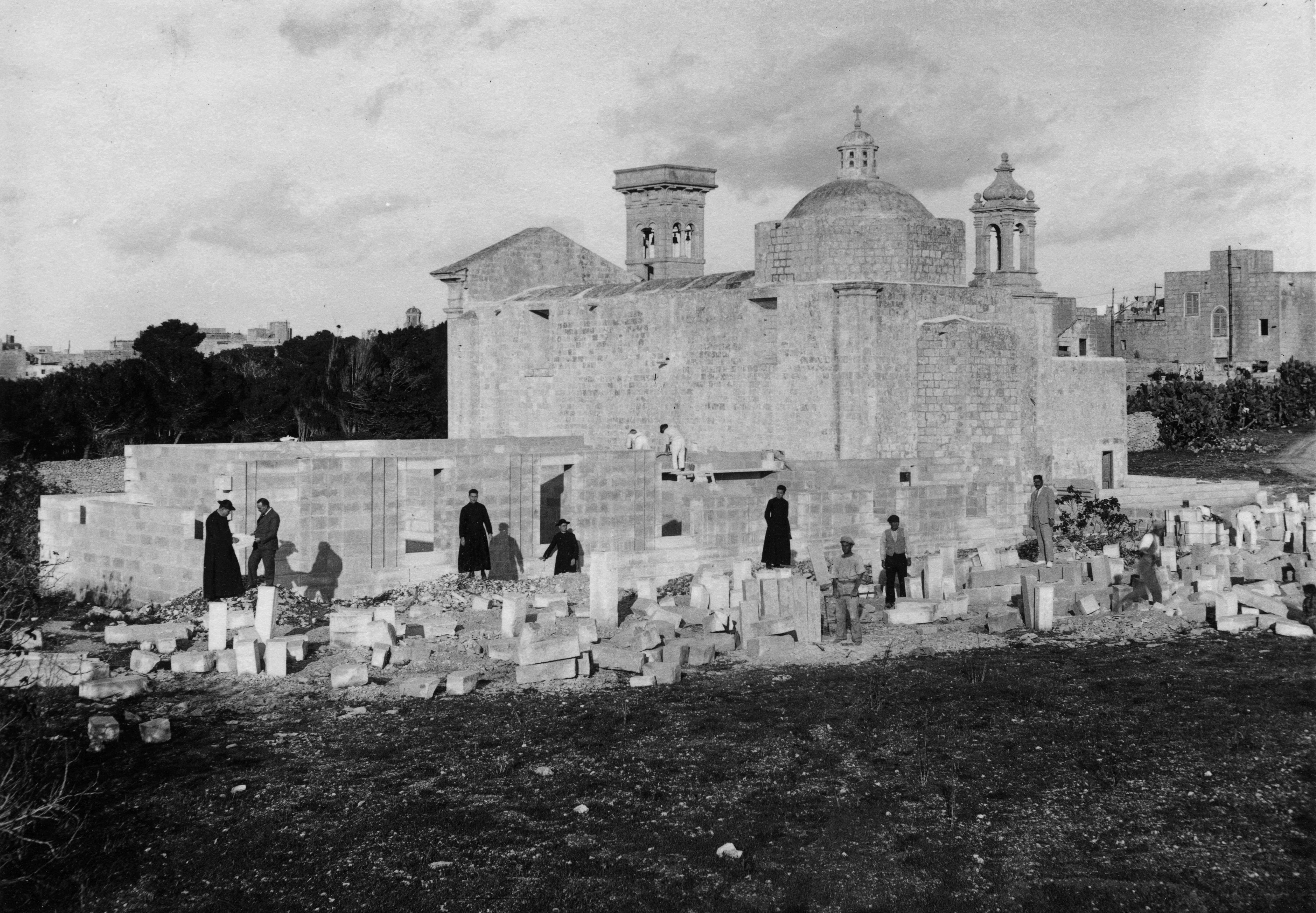
Dom Macierzysty MSSP, St. Agata, Rabat, Malta, w początkowej fazie

Towarzystwo uzyskało pierwszą akceptację diecezjalną 14 listopada 1921. Założycielowi udało się także zapewnić młodemu zgromadzeniu Dom Macierzysty zanim zmarł nagle 17 września 1933, w stosunkowo młodym wieku 55 lat. Jego raczkujące Towarzystwo było wciąż zbyt słabe, aby przetrwać samotnie. Tak więc przez pewien czas do kierowania nim wyznaczani byli przełożeni spoza Zgromadzenia, aż w 1948 Towarzystwo miało pierwszego Przełożonego Generalnego wybranego spośród jego własnych członków, ks. Michaela Callusa.

## Rozszerzenie działalności
Fr. Joseph Caruana służył w misji należącej do maltańskich Kapucynów. Towarzystwo miało swoją pierwszą misję w 1948, kiedy dwóch członków Towarzystwa wyjechało do Sydney w Australii, pracując jako kapelani maltańscy. Następnie w 1959 Towarzystwo było obecne w kanadyjskiej prowincji Ontario, a w 1973 w Detroit w USA, ponownie pracując wśród migrantów maltańskich.
Towarzystwo rozszerzyło swoją działalność na Amerykę Łacińską, kiedy w 1968 otworzyło swoją pierwszą wspólnotę w prowincji Arequipa w Peru. Następnie, w 1982, kiedy ks. Stanley Tomlin był Przełożonym Generalnym, Towarzystwo otworzyło swoją pierwszą misję w Azji, wysyłając dwóch misjonarzy do Fajsalabad w Pakistanie.
W 1999 Towarzystwo otworzyło kolejną misję w Azji, tym razem na Filipinach. Dwóch misjonarzy, jeden z Australii i drugi pracujący w Pakistanie, zostało wysłanych przez ówczesnego Przełożonego Generalnego ks. Josepha Cremonę, aby założyć wspólnotę w Manili.

## Struktura
Jako, że Towarzystwo zostało założone na Malcie, było rzeczą naturalną, że ogólne zarządzanie Towarzystwem Misyjnym św. Pawła przez wiele lat sprawowane było z Malty. Przełożonym Zgromadzenia MSSP jest Przełożony Generalny, od którego „jako następcy Założyciela”, jak mówią Konstytucje Zgromadzenia, oczekuje się, że „będzie służył powierzonemu mu Towarzystwu najlepiej, jak potrafi”. Przełożony Generalny wybierany jest raz na sześć lat podczas spotkania przedstawicieli MSSP ze wszystkich regionów, które nazywa się Kapitułą Generalną. Tam członkowie wybierają także mały zespół – Radę Generalną – który ma pomóc Przełożonemu w pełnieniu tej posługi.
Z biegiem czasu zaczęto odczuwać, że lepiej będzie przenieść biura Przełożonego i jego Rady z Malty do Rzymu, co uczyniono w 1998. Fakt, że większość zgromadzeń zakonnych ma swoją siedzibę w Rzymie, a także bliskość urzędów Watykanu, znacznie ułatwia utrzymywanie kontaktów i uczestnictwo w spotkaniach na różnych poziomach. Ponadto takie posunięcie pomaga Przełożonemu skupić się bardziej na sprawach Zgromadzenia, a nie lokalnych.

## Decretum laudis
W 1973 Towarzystwu przyznano decretum laudis. Na mocy tego dekretu MSSP stało się Towarzystwem Papieskim, podlegającym bezpośrednio Stolicy Apostolskiej. Chociaż Towarzystwo jest liczbowo wciąż niewielkie, Stolica Apostolska przyznała ten przywilej Towarzystwu w uznaniu gorliwości apostolskiej, z jaką Zgromadzenie realizowało swoją misję, oraz jako zachętę do dalszego postępu.